# Метод зміни напрямків фільтраційних потоків
Метод зміни напрямків фільтраційних потоків (рос. метод изменения направлений фильтрационных потоков; англ. seepage direction change method, нім. Methode f der Änderung von Filterstromrichtungen) — у нафтовилученні — гідродинамічний метод підвищення нафтовилучення із пласта під час заводнення, технологічна суть якого полягає в тому, що нагнітання води зупиняється в одних свердловинах і переноситься на інші, внаслідок чого повинна забезпечуватися зміна напрямів фільтраційних потоків аж до 90°. Він ефективний в разі високов'язких нафт і підвищеної неоднорідності пластів (через в'язкісну нестійкість процесу витіснення) і застосування в першій третині основного періоду розробки.

## Загальний опис
Метод зміни напрямків фільтраційних потоків (МЗНФП) є одним із гідродинамічних способів підвищення нафтовидобутку, який застосовується для покращення ефективності витіснення нафти з пластів, особливо в умовах неоднорідної проникності колекторів. Цей метод передбачає зміну напрямків руху фільтраційних потоків шляхом припинення нагнітання води в одних свердловинах і перенесення її в інші, що дозволяє охопити раніше недреновані зони пласта. 
Основна ідея МЗНФП полягає в перерозподілі потоків рідини в пласті для забезпечення більш рівномірного витіснення нафти. При традиційному заводненні вода просувається переважно по найбільш проникних каналах, залишаючи за собою зони з високою нафтонасиченістю. Зміна напрямків фільтраційних потоків дозволяє спрямувати воду в ці зони, покращуючи охоплення пласта і знижуючи обводненість продукції. 
Застосування МЗНФП є особливо ефективним при видобуванні високов'язких нафт та в умовах підвищеної неоднорідності пластів, що призводить до нестійкості процесу витіснення через різницю в'язкостей. Цей метод також може бути корисним на ранніх стадіях розробки родовища, коли ще не сформувалися стійкі напрямки фільтраційних потоків. 
Технологія реалізації МЗНФП включає вивчення характеристик пласта, вибір свердловин для нагнітання та видобутку, розробку схеми перерозподілу потоків, а також регулярний контроль та коректування схеми на основі моніторингу тисків, дебітів та інших показників.
Переваги методу зміни напрямків фільтраційних потоків:
•	Покращення охоплення пласта: Зміна напрямків фільтраційних потоків дозволяє охопити раніше недреновані зони пласта, що сприяє більш повному витісненню нафти.
•	Зниження обводненості продукції: Спрямування води в зони з високою нафтонасиченістю зменшує прориви води до видобувних свердловин, що знижує обводненість продукції. 
•	Ефективність при високій в'язкості нафти: Метод є ефективним при видобуванні високов'язких нафт, де традиційні методи можуть бути менш результативними. 
•	Застосування на ранніх стадіях розробки: МЗНФП може бути корисним на ранніх стадіях розробки родовища, коли ще не сформувалися стійкі напрямки фільтраційних потоків. 
Недоліки методу зміни напрямків фільтраційних потоків:
•	Складність реалізації: Розробка та реалізація схеми перерозподілу потоків вимагає ретельного планування та технічного забезпечення. 
•	Необхідність додаткових інвестицій: Впровадження методу потребує додаткових фінансових витрат на обладнання та супутню інфраструктуру.
•	Ризик несприятливого впливу на пласт: Неправильне застосування методу може призвести до утворення застійних зон або інших негативних наслідків для пласта. 

## Перспективи розвитку методу зміни напрямків фільтраційних потоків:
•	Інтеграція з іншими методами: Поєднання МЗНФП з іншими методами підвищення нафтовидобутку, такими як застосування поверхнево-активних речовин або теплові методи, може підвищити загальну ефективність розробки родовищ. 
•	Використання сучасних технологій: Застосування сучасних технологій моніторингу та моделювання дозволить більш точно планувати та контролювати процес зміни напрямків фільтраційних потоків.
•	Розширення області застосування: Подальші дослідження можуть виявити нові умови, при яких МЗНФП буде ефективним, що розширить область його застосування.
•	Підвищення екологічної безпеки: Розробка методів, що мінімізують негативний вплив на навколишнє середовище, зробить МЗНФП більш привабливим з точки зору екологічної безпеки.
Слід резюмувати, що метод зміни напрямків фільтраційних потоків є перспективним напрямком у підвищенні ефективності нафтовидобутку, особливо в умовах неоднорідних пластів та високої в'язкості нафти. Його подальший розвиток та вдосконалення можуть суттєво покращити результати розробки нафтових родовищ.